# Microplitis laticinctus
Microplitis laticinctus är en stekelart som beskrevs av Muesebeck 1922. Microplitis laticinctus ingår i släktet Microplitis och familjen bracksteklar. Inga underarter finns listade i Catalogue of Life.